# گولووو
گولووو (به صربی: Golovo) یک روستا در صربستان است که در چایتینا واقع شده‌است. گولووو ۱۱٫۶۸ کیلومتر مربع مساحت و ۱۶۹ نفر جمعیت دارد و ۸۷۹ متر بالاتر از سطح دریا واقع شده‌است.